# Якобс, Алетта
Алетта Якобс (нидер. Aletta Henriëtta Jacobs, 9 февраля 1854 — 10 августа 1929) — нидерландская врач, переводчица и суфражистка. Первая женщина, окончившая голландский университет и первая женщина-врач в Нидерландах.
В 1882 году она основала первую в мире клинику по контролю над рождаемостью и была лидером как голландского, так и Международного женского движения. Она руководила кампаниями, направленными на дерегулирование проституции, улучшение условий труда женщин, содействие миру и призывавшими к обеспечению женщин права голоса.
Была организатором кампании по введению обязательных норм о нарушениях в сфере занятости работников розничной торговли и получила право голоса для голландских женщин в 1919 году. Участвуя в Международном женском движении, путешествовала по всему миру, рассказывая о проблемах женщин и документируя социально-экономическое и политическое положение женщин. Она сыграла важную роль в создании Международной женской Лиги за мир и свободу и была активным участником движения За мир. Её вклад в защиту прав и статуса женщин признан на международном уровне.

## Ранние годы и образование

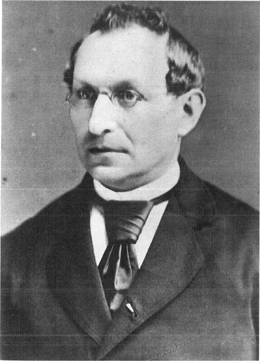
Леви Али Коэн (1807–1889)

Алетта родилась в маленькой нидерландской деревне Саппемире в 1854 году в семье Анны де Йонг и Абрахама Якобса. Она была восьмой из одиннадцати детей в семье ассимилированных евреев. Её отец был уважаемым врачом, от него Алетта и переняла любовь к медицине. Он часто брал её с собой на работу и Алетта смотрела, как он помогает пациентам. Это и вдохновило её пойти по стопам отца. К тому же отец учил её латыни, греческому языку, математике и химии — наукам, которые в то время в Нидерландах считались исключительно мужскими.
В 1867 Алетта благополучно закончила начальные классы, однако в то время в Саппемер (её родном городе) девочек не принимали в старшие классы. И единственной возможностью продолжить обучение были пансионы. Она записалась в один из таких и посещала его в течение двух недель, но сочла это «идиотизмом» и пустой тратой времени. Чтобы продолжить обучение, Якобс работала подмастерьем портнихи, а дома мать учила её французскому и немецкому языкам. Мечтая стать врачом, как её отец, Якобс столкнулась с трудностями, поскольку высшее образование в Нидерландах 19-го века было недоступно для женщин. Друг семьи, гигиенист Леви Али Коэн, посоветовал Якобс стать помощником аптекаря, и готовиться сдать экзамен, который был разрешён женщинам в 1869 году. Она готовилась к экзамену, занимаясь с отцом, братом Сэмом, который был фармацевтом и Коэном, и в итоге успешно сдала его в июле 1870 года, получив диплом, давший ей право работать ассистенткой в химической лаборатории.

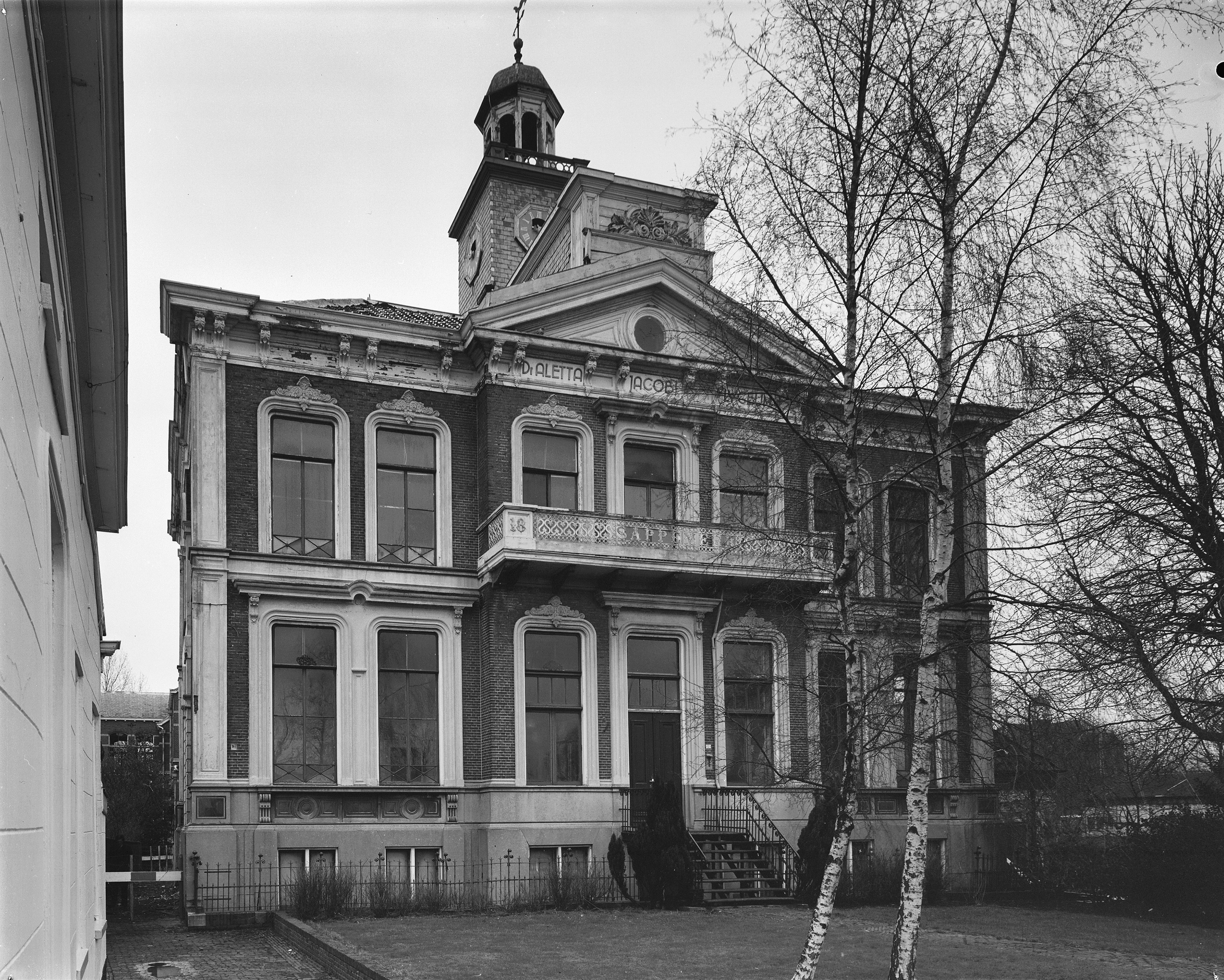
Государственная бюргерская школа в Саппемере; позже лицей Алетты Якобс

Коэн и Самуэль Зигмунд Розенштейн, ректор Гронингенского университета, предложили ей продолжить учёбу в течение двух лет, готовясь к вступительным экзаменам в университет. Она получила разрешение от Дж. Ренссен, директора Государственной Высшей Средней школы в Саппемире, на прослушивание лекций, став первой женщиной в Нидерландах, посещавшей среднюю школу.
Узнав, что студент мужского пола, сдавший экзамен по фармации, был принят в университет на основании его диплома, Якобс написала письмо министру Нидерландов, либералу Йохану Рудольфу Торбеке, с просьбой разрешить ей поступить в университет. Торбеке написал ответное письмо на имя отца Алетты, Абрахама Якобса, в котором дал официальное разрешение на посещение Гронингенского университета с испытательным сроком на год. 20 апреля 1871 года Якобс поступила в университет и подошла к своему образованию ответственно и с оптимизмом, признав, что от её успеваемости будет зависеть возможность других женщин продолжать обучение.
Когда через несколько месяцев отец Алетты узнал, что Торбеке смертельно болен, то настоял на том, чтобы его дочери позволили учиться без испытательного срока. 30 мая 1872 года, вскоре после смерти Торбеке, Якобс получила официальное уведомление о приёме её в качестве студента-медика. Несмотря на периоды болезни, она сдала предварительную часть экзамена на получение лицензии 12 апреля 1877 года и заключительный тест 3 апреля 1878 года. Получив государственную лицензию на работу в качестве врача общей практики в 1878 году, она начала работу над докторской диссертацией — On the localisatie van physiologische en pathologische verschijnselen in de groote hersenen (О локализации физиологических и патологических симптомов в головном мозге).  В то время изучение мозга редко практиковалось, и физиология мозга была необычным выбором для диссертации.
8 марта 1879 года она стала первой нидерландской женщиной, получившей высшее медицинское образование, а через год первой женщиной, получившей докторскую степень в стране.

Карел Виктор Герритсен, муж Якобс

Когда новости о её достижениях появились в газетах по всей стране, Якобс получила множество поздравительных писем. Одно пришло от социального реформатора Карела Виктора Герритсена, который поощрял её стремления и ставил её имя первым в ряд других женщин-врачей. Несмотря на неодобрение её отца, Якобс и Герритсен вступили в длительную переписку, при том, что не были знакомы очно в течение нескольких лет. После окончания университета она продолжила образование, наблюдая за женщинами-врачами в различных лондонских больницах, включая больницу Грейт-Ормонд-стрит, Лондонской школе медицины для женщин и Новой больнице для женщин, где она познакомилась с Элизабет Гаррет Андерсон, первой женщиной-врачом в Англии, и её сестрой, Миллисент Гаррет Фосетт. Обе женщины были глубоко вовлечены в борьбу за избирательное право женщин, а также в другие социальные вопросы, включая контроль над рождаемостью. Она также встретила единомышленников-социальных реформаторов, в том числе Анни Безант, Чарльза Брэдлоу, Чарльза Роберта и Джорджа Драйсдейла, а также Элис Викери, которые повлияли на её взгляды относительно социальных реформ.

## Медицина

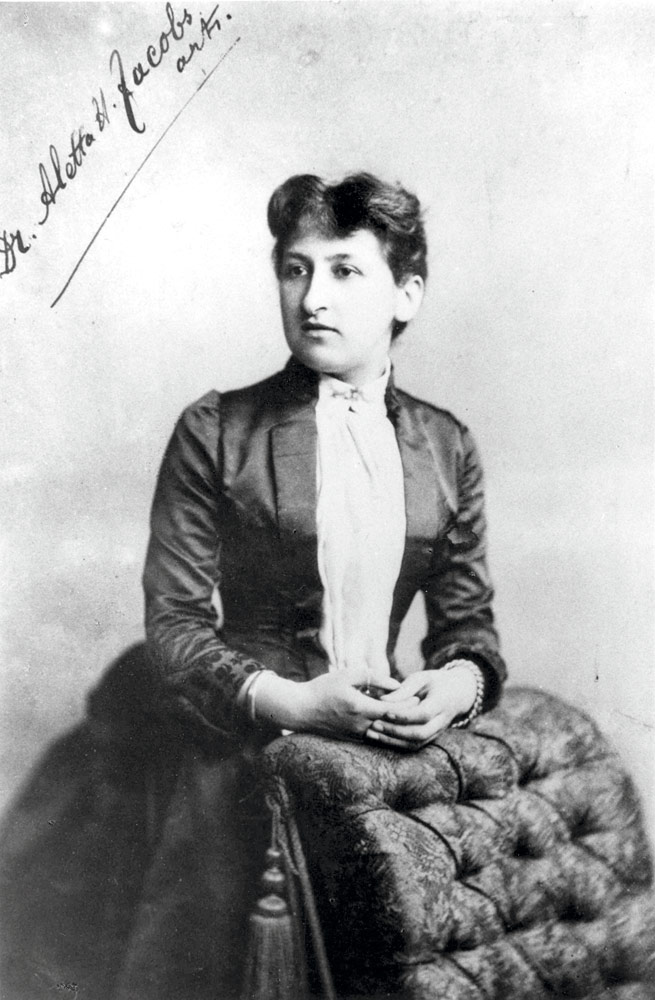
Алетта Якобс, приблизительно 1880 г.

Вернувшись в Нидерланды в сентябре 1879 года для участия в медицинской конференции в Амстердаме, Якобс получила множество обращений за получением медицинских услуг. Отвечая на такую востребованность, она решила не возвращаться в Англию, а вместо этого открыла частную практику на канале Херенграхт для лечения пациенток. В клинике в лечении женщин и детей (так как женщинам в то время запрещалось оказывать медицинские услуги мужчинам) помогала Корнели Гюйгенс. В своей врачебной практике Якобс беспокоили потребности женщин из рабочего класса: тяжелые условия труда и низкий уровень его оплаты, который их окружал, повлиял на их крайне скудные знания о гигиене и уходе за детьми. Поэтому Якобс взяла на себя обязательства раз в две недели посещать общественные медицинские учреждения, чтобы консультировать женщин, не имеющих возможность оплатить частную практику врача. Но спрос на такие услуги был настолько велик, что ей пришлось увеличить количество таких сеансов. В течение 14 лет по несколько раз в неделю Алетта предоставляла бесплатные консультации проституткам, беднякам и детям, обучая людей основам гигиены и ухода за детьми.
Непосредственно общаясь с пациентками, она узнала о дискриминации, с которой они сталкиваются каждый день. Благодаря своей работе с малоимущими женщинами Якобс признала, что частые беременности из года в год не только оказывают негативное влияние на здоровье матерей, но и приводят к высоким показателям детской смертности. Вскоре она узнала о беспрепятственной торговле женщинами и сутенёрстве. Наблюдая пациенток, занимающихся проституцией, Якобс пришла к пониманию и изучению заболеваний, передающихся половым путём, о которых она ранее не знала. Раздумывая над общим решением этой проблемы, Якобс всё больше убеждалась, что надёжная контрацепция облегчит жизнь, позволив снизить риск заболеваний и экономическую нагрузку, которые влечёт за собой появление у женщин в этой среде большого количества детей. Кроме того, это улучшило бы социальное благосостояние общества в целом, предотвратив перенаселение. В попытке защитить своих пациенток, она давала им средства контрацепции, чтобы они могли избежать беременностей и заболеваний, передающихся половым путём. Прочитав статью Вильгельма Менсинга об окклюзионных пессариях, Якобс написала ему письмо, положив начало длительной переписке. Она также работала над улучшением диафрагмы (контрацептива для женщин). Убеждённая в том, что её использование поможет пациентам, она провела клиническое исследование на смешанной выборке своих клиентов. Обнаружив, что испытание прошло успешно, она представила метод контроля над рождаемостью (всё ещё широко известный носителям английского языка как голландский колпачок) в Нидерландах и начала консультировать женщин по его использованию. Эта идея шокировала общественность и её обвинили в том, что она против жизни. Алетта писала, что «самое сложное было иметь дело с критикой, особенно той, что выходила из уст моего брата Сэма».

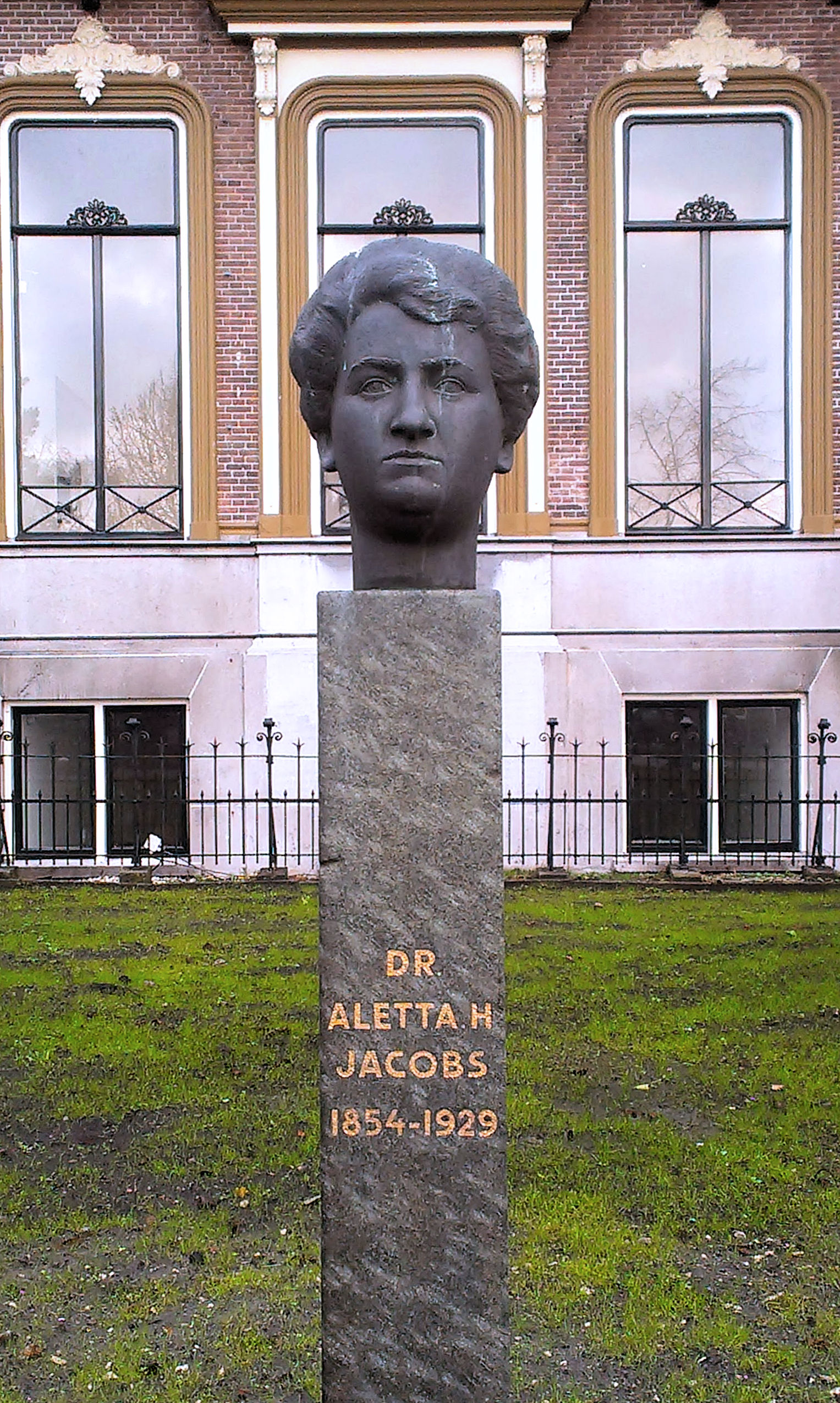
Памятник доктору Алетте Якобс

Выступая за репродуктивные и сексуальные права женщин, Якобс, не обращая внимания на критику в свой адрес, открыла бесплатную клинику для женщин в уязвимом положении. Она создала первый центр планирования семьи в Нидерландах. Помимо прочего Алетта вела борьбу за улучшения условий женского труда. В то время в Нидерландах работницам магазинов приходилось по 10 часов стоять на ногах, что вело к проблемам со здоровьем, в том числе к гинекологическим проблемам. Алетта настаивала, чтобы женщин снабжали скамейками, на которых они могли бы отдыхать во время перерывов. Несколько десятилетий спустя этого вопрос был отрегулирован законом.
В 1882 году Якобс основала первую клинику по контролю над рождаемостью в Нидерландах и первую клинику в мире, посвящённую исключительно распространению информации в этой сфере. В своих клиниках для бедных, которые она посещала дважды в неделю, Алетта бесплатно предоставляла информацию о контроле над рождаемостью и образцы противозачаточных средств — голландского пессария. Помимо общественного резонанса, этот аспект её практики был широко раскритикован и её коллегами, в том числе Катариной ван Туссенбрук, второй голландкой, получившей медицинскую степень. Врачи, выступавшие против контрацепции, утверждали, что она противоречит «божественному плану», поощряет внебрачный секс и оказывает негативное влияние на плодовитость и рост народонаселения. А нежелательную беременность и венерические заболевания они считали лишь подходящим наказанием за грех.
Деятельность Якобс позволила ей завести друзей среди членов общенационального профсоюза, чей лидер предложил выделить помещения, где было бы можно давать общественные лекции о гигиене, уходе за детьми и материнстве.
Работая с пациентами, Алетта стала свидетельницей огромного количества несправедливости, что подтолкнуло её к социальному активизму и суфражизму.

## Суфражистское движение и активизм
В 1883 году, когда проходили парламентские выборы, Якобс узнала от либерального политика Сэмюэля ван Хаутена, что женщинам явно не запрещалось голосовать, и она написала письмо мэру и городскому совету Амстердама, спрашивая, почему она не была включена в список регистрации избирателей. В этом послании она приложила свои доказательства того, что отвечала всем требованиям избирателя. На что получила ответ — что, хотя узкое толкование может указывать на то, что женщинам не запрещено, обычай требует, чтобы было доказано право женщин на пользование гражданскими правами и гражданство в целом. Якобс обжаловала это решение в окружном суде Амстердама, который постановил, что женщины не являются гражданами. Затем она подала апелляцию в Верховный суд, который постановил, что, поскольку налоги за замужних женщин и детей платят их мужья и отцы, в законе чётко указано, что женщины не являются гражданами, имеющими право голоса. При этом полностью игнорируя тот факт, что Якобс платила налоги как незамужняя женщина. К 1884 году отношения Якобс с Герритсеном превратились в роман, и пара вступила в свободный брак, хотя до 1886 года Герритсен жил в Амерсфорте.

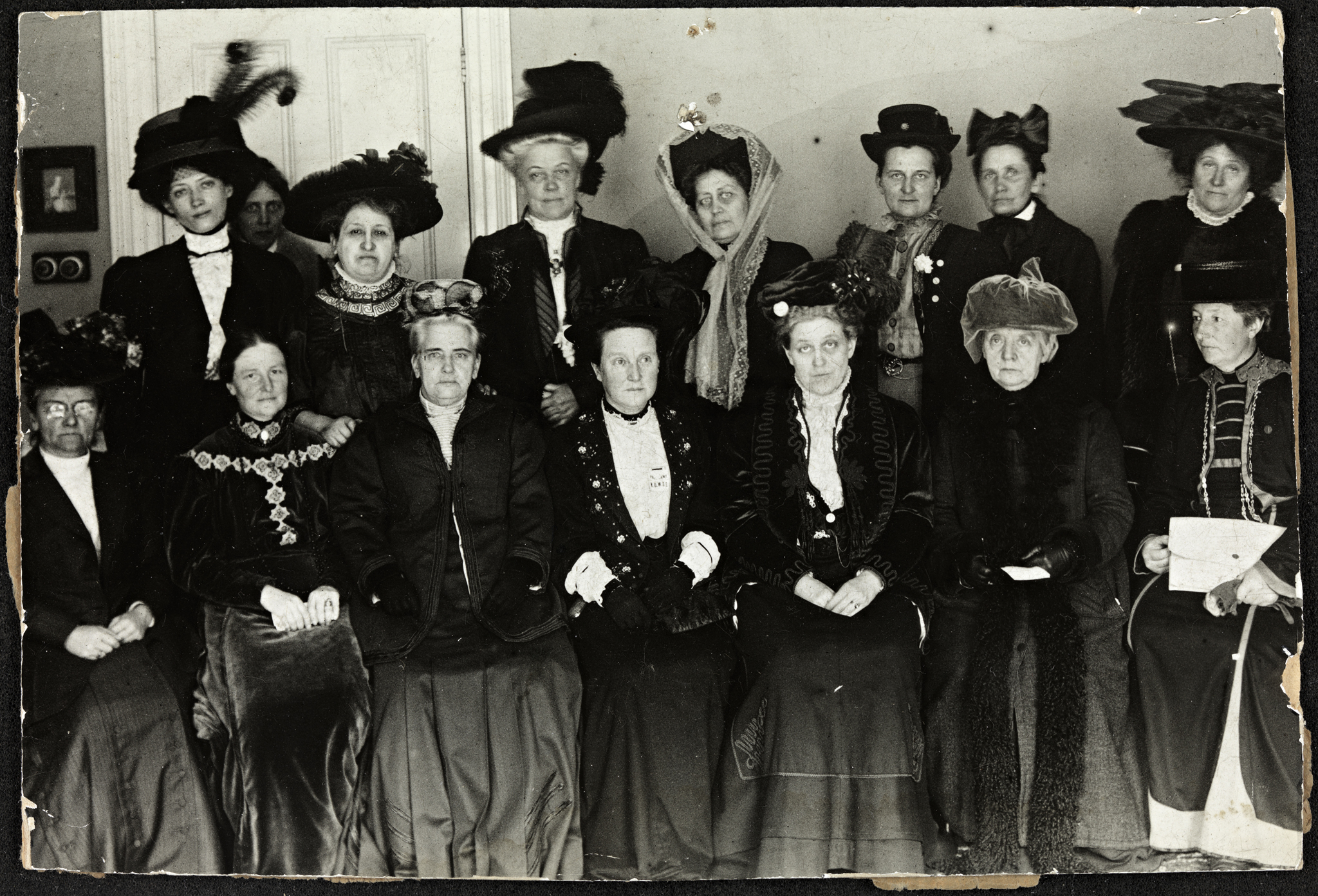
Конгресс Альянса за избирательное право под председательством Фосетт, Лондон, 1909 год. Верхний ряд слева: Даугор, Тора (Дания), Квам, Луиза (Норвегия), Алетта Якобс (Нидерланды), Энни Фурухьельм (Финляндия), Мадам Мирович (Россия), Кейт Ширмахер (Германия), Хонеггер, Клара (Швейцария), не идентифицирована. Нижний ряд слева: не идентифицирована, Анна Бугге (Швеция), Шоу, Анна Говард (США), Миллисент Фосетт (Председатель, Англия), Керри Чапмен Кэтт (США), Квам, Фредрикка Мари (Норвегия), Анита Аугспург (Германия).

Якобс присоединилась к неомальтузианской лиге Голландии и вместе со своим мужем продолжала работать над улучшением социальных условий среди бедных и рабочих классов страны.  В дополнение к своей работе в области гигиены и контрацепции, начиная с 1886 года, она проводила кампанию за то, чтобы торговые заведения предоставляли сотрудникам скамейки, где они могли бы отдыхать, когда не обслуживали клиентов. В то время для работающих женщин было обычным делом проводить более 10 часов стоя, что вызывало серьёзные проблемы со здоровьем и гинекологические заболевания. Два десятилетия спустя вопрос о перерывах был урегулирован законом.
Получив совет от члена Верховного суда как добиться положительного решения на вторую апелляцию по решению в вопросе избирательного права женщин, Якобс была полна решимости продолжить борьбу в этом направлении. Но в 1885 году министр Ян Хемскерк предложил внести поправку в конституцию, добавив слово «мужчина» в положения, касающиеся избирательного процесса. Конституция 1887 года, когда эта поправка была принята, прямо предоставляла право голоса только гражданам мужского пола.
В 1888 году Герритсен участвовал в создании прогрессивной либеральной избирательной ассоциации Амстердама и был избран в городской совет Амстердама. Он решительно поддерживал всеобщее избирательное право, обязательное образование и социальные реформы, такие как установление минимальной заработной платы и ограничения рабочего времени. В 1892 году он помог основать Радикальную лигу, первую голландскую политическую партию, принявшую в свои ряды женщин. Они с Якобс оба принимали активное участие в деятельности партии, которая, помимо всеобщего избирательного права, выступала за отделение церкви от государства. Отчасти из-за того, что они планировали завести детей, пара решила официально оформить свой брак и сыграла свадьбу 28 апреля 1892 года. 9 сентября 1893 года Якобс, сохранившая свою фамилию после замужества, родила сына; однако, ребёнок прожил всего один день из-за неосторожного обращения акушерки во время родов. Хотя она была одним из основателей Общества за избирательное право женщин (Vereeniging voor Vrouwenkiesrecht) в 1894 году, она не смогла присутствовать на учредительном собрании из-за последствий операции после рождения её ребёнка. Примерно в то же время она закрыла свои бесплатные клиники для бедных.
Переехав в Лондон после получения докторской степени, Якобс начала посещать встречи феминисток и активистов за репродуктивные права и всеобщее избирательное право. В 1887 году она активно включилась в суфражистское движение, вступив в Интернациональный альянс женщин, где позже познакомилась с Керри Кэтт. Вместе с Кэтт Алетта путешествовала по миру, чтобы поддерживать женщин в их борьбе за политические права.

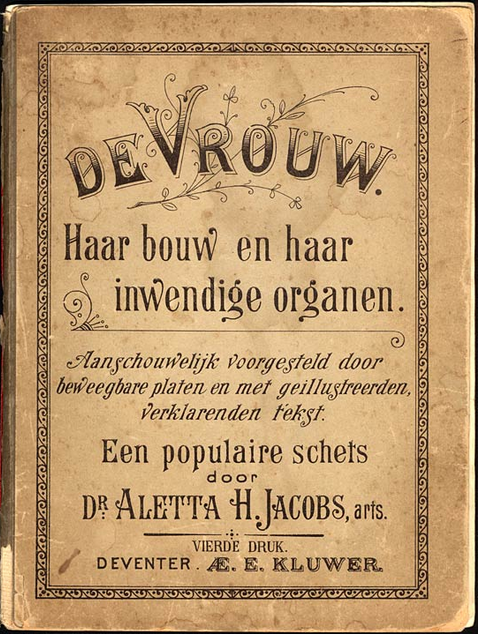
Брошюра Якобс «Женщина: её строение и внутренние органы» (De Vrouw: Haar bouw en haar inwendige organen), 1897

С 1880 по большую часть 1890-х годов Якобс посвящала своё время медицинской практике и радикальной политике, публикуя статьи и путешествуя с Герритсеном. Она опубликовала статьи в журнале Sociaal Weekblad, защищающие использование контрацепции и освещающие проблемы, с которыми сталкиваются работники розничной торговли. В 1894 году она развернула в нескольких газетах кампанию о здоровье работников магазинов, а в следующем году написала статью о проституции и болезнях, передающихся половым путём, для газеты Amsterdammer. Её позиция была сосредоточена на санитарном просвещении, а не на моральных суждениях. В 1897 году Якобс опубликовала брошюру «De Vrouw: Haar bouw en haar inwendige organen» («Женщина: её строение и внутренние органы»), в которой была подробно описана анатомия женщины и полная схема репродуктивной системы, с подвижными иллюстративными таблицами, сопровождаемыми пояснительными текстами. Этот том был переиздан шесть раз с момента его первоначального появления до 1921 года.
В 1899 году Якобс опубликовала книгу «Vrouwenbelangen: Drie vraagstukken van aktuelen aard» («Интересы женщин: три текущих вопроса»), в которой обсуждалась экономическая независимость женщин, добровольное планирование семьи и регулирование проституции. В трёх статьях она выступала за экономическую и политическую независимость женщин, а также за право женщин планировать размер своей семьи как средство экономической независимости. В третьей статье она критиковала государственное регулирование проституции, отчасти из-за требования регистрации и прохождения медицинских обследований проститутками. Она считала, что эта цель без решения проблемы неправомерного поведения клиентов секс-работников будет неэффективной в борьбе с распространением венерических заболеваний. Она присутствовала на 2-м конгрессе Международного совета женщин 1899 года, проходившем в Лондоне, который произвёл на неё глубокое впечатление. Якобс задумалась над тем, чтобы сосредоточить все свои усилия на обеспечении избирательных прав для женщин, чтобы устранить препятствия для них в других областях. К 1900 году VvVk (Общество за избирательное право женщин) насчитывало около 20 000 членов. После участия в заседании Интернационального совета женщин в Лондоне (1899 год), Якобс решила оставить медицину и полностью сосредоточиться на суфражизме.
На рубеже XX века в мае 1900 года вместе с Арнольдом Алетрино Якобс стала соучредителем Nederlandsche Vereeniging tot Bevordering der Belangen van Verpleegsters en Verplegers (Голландское общество содействия интересам мужчин и женщин-медсестёр), нацеленном на улучшение социально-экономических возможностей для медсестёр. В период с 1902 по 1912 год она писала статьи о международном сестринском деле и работала редактором в журнале общества «Nosokomos». Начиная с 1900 года, Якобс публиковала переводы феминистской теории, такие как «Женщины и экономика» Шарлотты Перкинс Гилман и «Женщины и труд» Оливии Шрейнер (1910). В 1901 году она вместе с Герритсеном покинула Радикальную лигу и присоединились к основателям  Vrijzinnig Democratische Bond (Свободомыслящая демократическая лига). (Но продолжала быть связанной с лигой, работая в её правлении с 1921 по 1927 год.) Якобс также регулярно публиковала статьи в журнале Sociaal Weekblad, посвящённые условиям труда женщин. И в 1903 году её работа получила достойную награду — когда Национальное бюро по делам женщин опубликовало предварительный проект закона о реформе условий труда. Якобс отказалась от медицинской практики в 1903 году, после чего посвятила своё время борьбе за избирательное право для женщин, финансируя свои усилия за счёт продажи своей частной библиотеки.

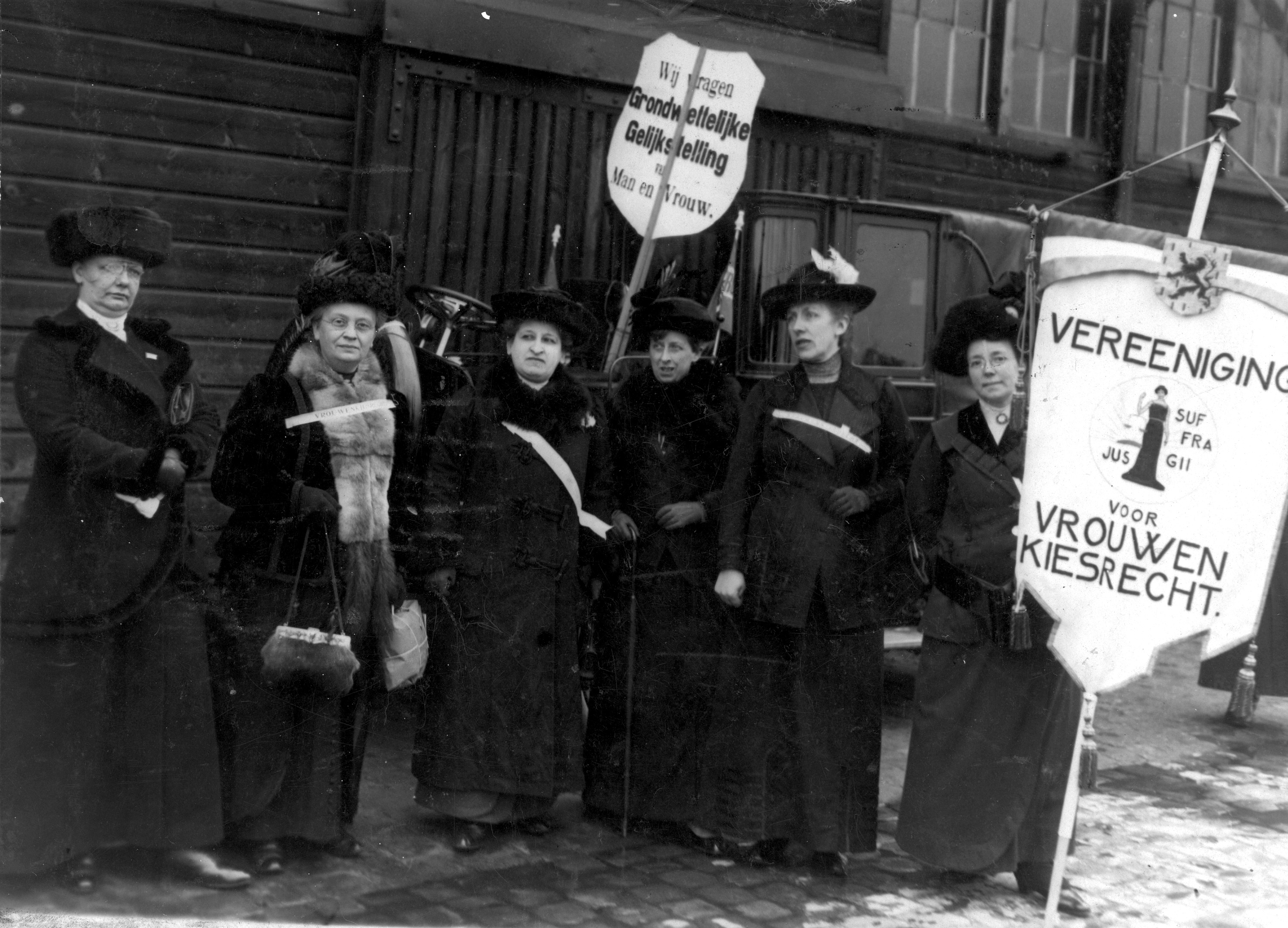
Сотрудники Общества за избирательное право женщин (Vereeniging voor Vrouwenkiesrecht): Слева направо — Джо Ван Бюрен-Хьюис (первый секретарь), Фредерика ван Бален-Клаар (вице-президент), Алетта Якобс (президент), Клара Малдер ван де Грааф-де Брюн, Жанна Каролина ван Ланшот-Хубрехт (второй секретарь) и Софи Вичерс (казначей); Амстердам, февраль 1914 года

В 1903 году Якобс стала президентом Vereeniging voor Vrouwenkiesrecht, занимая этот пост в течение следующих 16 лет. В 1904 году она отправилась со своим мужем в Берлин для участия в Конгрессе Международного совета женщин (ICW) и присоединилась к суфражисткам, которые откололись от ICW на конференции, чтобы сформировать Международный альянс женщин за избирательное право (IWSA). Как только конференция закончилась, пара отправилась в Соединённые Штаты и совершила тур по стране. Вместе они написали «Письма из Америки и об Америке» (Brieven uit en над Америкой), которая была опубликована в 1906 году. Во время путешествия Герритсен серьёзно заболел и в 1905 году умер от рака. Оправившись от депрессии, вызванной его потерей, Якобс возобновила свою работу над избирательным правом для женщин в 1906 году, гастролируя с Керри Чапмен Кэтт по Австро-Венгерской империи.
Якобс возглавила организацию Конгресса IWSA 1908 года, первого, который был проведён в Нидерландах. Он состоялся в июне в Амстердаме, собрав в городе международных делегатов, что способствовало росту голландского движения за избирательное право.  В 1910 году она отправилась в Южную Африку по приглашению активистов, которые обратились за помощью в организации выступлений. Якобс посетила Кейптаун и Йоханнесбург, выступая с речами об избирательном праве, а также гигиене, санитарии, проституции и венерических заболеваниях, призывая к всеобщему половому воспитанию. В 1911 году, после конференции IWSA в Стокгольме, Якобс и Кэтт отправились в 16-месячный тур, чтобы проанализировать правовое и социальное положение женщин и побудить их бороться за соответствующие улучшения. Поездка привела их в «Южную Африку, Ближний Восток, Индию, Цейлон, Голландскую Ост-Индию, Мьянму, Филиппины, Китай и Японию». Якобс также финансировала поездку, и написала статьи об их приключениях для газеты De Telegraaf.

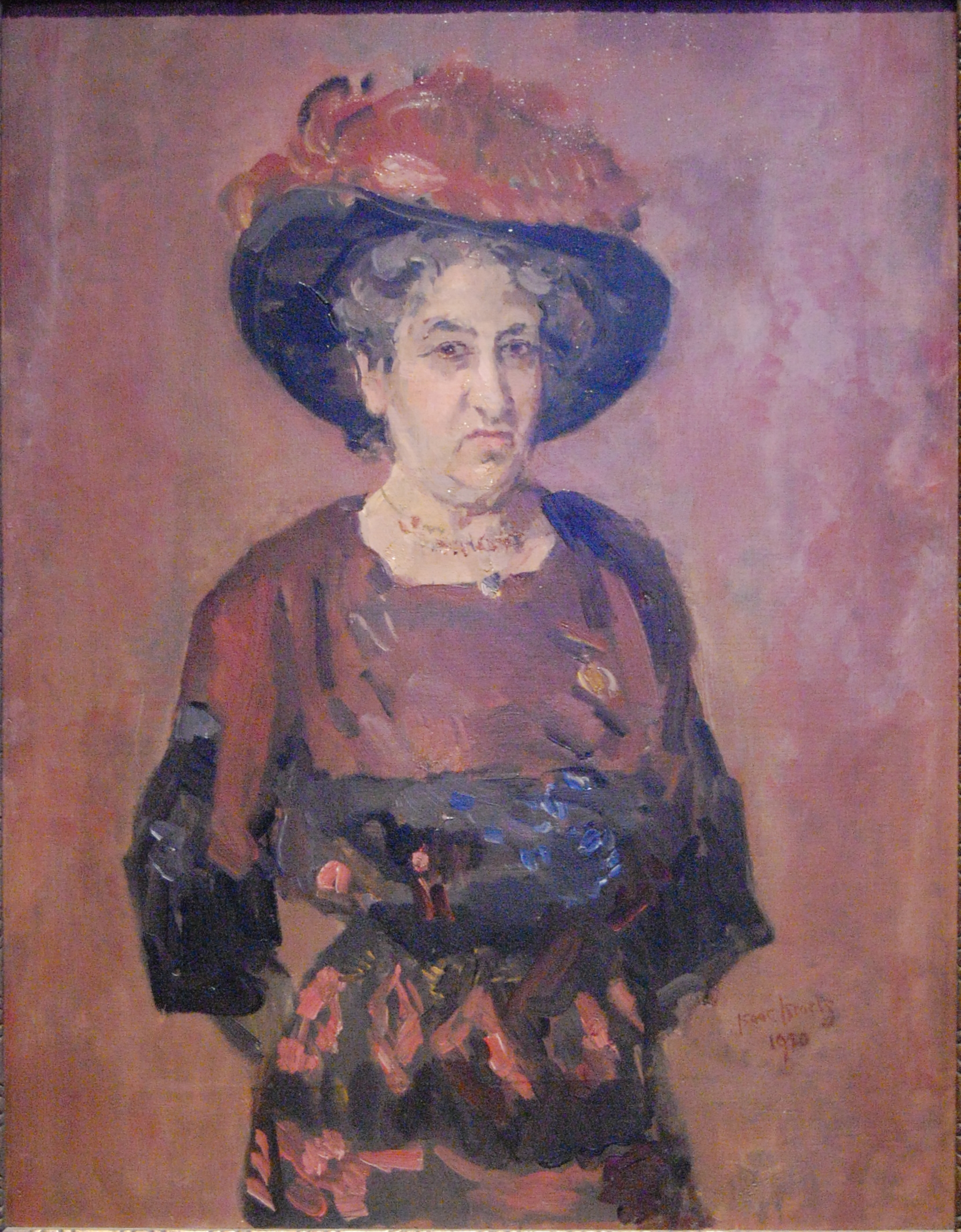
Портрет Исаака Исраэлса, 1920

В 1917 году голландские женщины получили право баллотироваться на выборах, хотя и не могли голосовать. Якобс баллотировалась в качестве кандидата от Демократической партии (Vrijzinnig Democratische Bond) на выборах 1918 года. По итогам она получила больше голосов, чем любая другая женщина-кандидат, но проиграла мужчинам и не была избрана. Вместе с депутатом Генри Маршантом в 1918 году Якобс основала журнал «De opbouw, Democratisch Tijdschrift», посвящённый вопросам демократии, в котором опубликовала несколько статей в период с 1918 по 1924 год. Маршант представил законопроект о избирательном праве женщин, который был принят в 1919 году и подписан королевой Вильгельминой 18 сентября 1919 года. Вскоре после этого Якобс ушла с поста президента Vereeniging voor Vrouwenkiesrecht.
Алетта заключала союзы с суфражистками из других стран и распространяла идеи равенства на мировом уровне. Её старания окупились, когда в 1919 году нидерландские женщины наконец добились права голоса. В одном из писем Кэтт она писала: «Дорогая Керри, я уверенна, что не прожила свою жизнь зря. Мы выполнили свою задачу и теперь может покинуть этот мир с уверенностью, что оставляем его в лучше виде, чем он был до нас».
Якобс покинула Амстердам и переехала в Гаагу после победы в борьбе за избирательное право в 1919 году. Благодаря приобретённой за годы борьбы за избирательное право, роль Якобс была оценена по достоинству и активистами по контролю над рождаемостью в Соединённых Штатах, такими как Маргарет Сэнгер, признававшими её как пионера контрацепции. В период с 1922 по 1923 год Якобс входила в консультативный совет Лиги добровольного родительства (VPL), созданной Мэри Деннетт.  В следующем году она была почётным гостем на ежегодной конференции VPL, проходившей в Нью-Йорке.

## Пацифизм

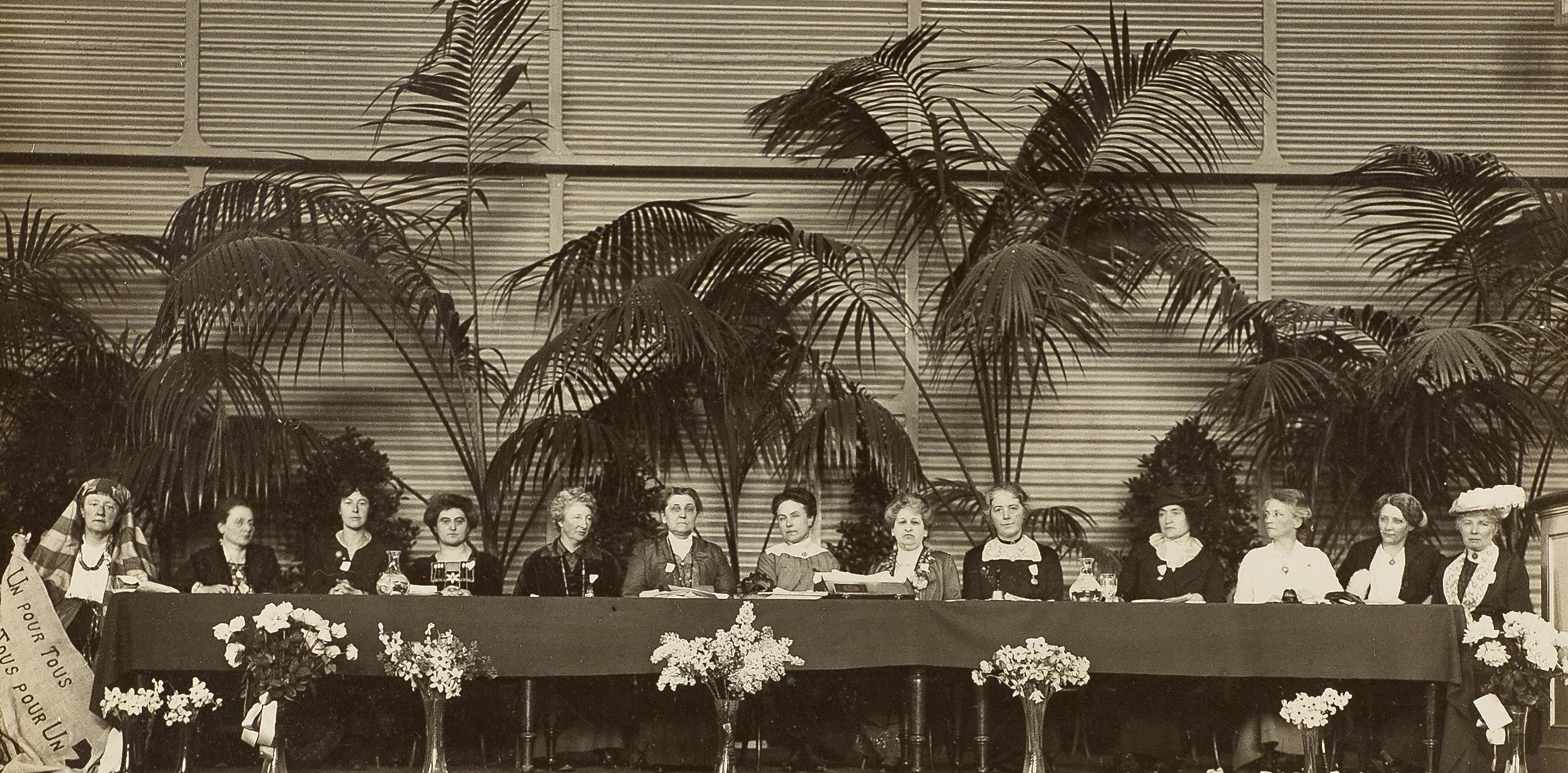
Заседание Интернационального совет женщин в Гааге. Алетта Якобс восьмая слева

Помимо борьбы за женское права Алетта также выступала за мир и была пацифисткой. Муж Алетты был участником пацифистского движения. В начале первой мировой Якобс пыталась использовать свою широкую сеть знакомств по всему миру, чтобы остановить войну. В 1915 году она организовала встречу Интернационального совета женщин в Гааге. Задуманная как форум для женщин со всего мира, главной целью которого было обсуждение путей противодействия военным действиям, встреча проходила под председательством пацифистки Джейн Аддамс из Чикаго. Координируемая Якобс, Мией Буассевейн и Розой Манус конференция открылась 28 апреля 1915 года. На этом форуме присутствовало 1136 женщин как из нейтральных, так и из воюющих стран и обсуждались способы прекращения войны. Было принято несколько резолюций, а главным результатом стало учреждение Международного союза женщин за мир и свободу (WILPF). Впоследствии Якобс станет вице-президентом как международной организации, так и голландского отделения WILPF. После встречи в Гааге Алетта вместе с инициативной группой женщин (Кристал Макмиллан, Розикой Швиммер и Мин ван Вульфтен Палте и другими) начала ездить по Европе, встречаясь с лидерами воюющих стран и пытаясь содействовать примирению. Министры иностранных дел этих государств неохотно приняли эту идею, считая, что созданная организация будет малоэффективной. Но, тем не менее, они согласились принять участие или не препятствовать созданию нейтрального посреднического органа, если их поддержат и другие страны, либо в случае если президент США Вудро Вильсон инициирует создание такого органа. В 1915 году она отправилась в США, предприняв безуспешную попытку убедить президента Вильсона помочь урегулировать международный конфликт. В разгар войны Вильсон отказался.
Потеряв большую часть своих денег на неудачных инвестициях, Якобс получила поддержку своей подруги Мин ван Вульфтен Палте-Броз ван Гроену. В период с 1923 по 1924 год она работала над своей автобиографией в своем доме на Ван-Эрссенстраат 46. Она отказалась от предложений друзей семьи поселиться у них, потому как считала необходимым распоряжаться собственным пространством для того, чтобы упорядочить многочисленные газетные вырезки, документы, письма и дневники. После завершения своей автобиографии она жила с семьей Брозе ван Гроену. Она продолжала посещать конференции Международного совета женщин, Международного альянса женщин и WILPF до самой своей смерти.
Алетта продолжала бороться за равенство и мир вплоть до своей смерти в августе 1929 года.

## Наследие
Якобс умерла 10 августа 1929 года в Барне в отеле Badhotel во время отпуска. После кремации её прах был помещён в семейный мавзолей Брозе ван Гроену в Лоенен-оп-де-Велюве до 1931 года, пока вместе с прахом её мужа не был перенесён на кладбище Вестервельд в Дрихейсе. В следующем году Бернард Премсела открыл в Амстердаме консультационный центр по контрацепции, названный в её честь.  В Нидерландах существует множество наград и институтов, носящих её имя, например, премия Алетты Якобс, присуждаемая Университетом Гронингена и колледжем в Хогезанде-Сапемире. В её честь назван планетоид, а на доме в Амстердаме по адресу Тессельшадестраат, 15, где она проживала, установлена мемориальная доска с её изображением. В период с 11 августа 2009 года по 28 января 2013 года Институт Атрии по вопросам гендерного равенства и истории женщин был известен как Институт Алетты по изучению истории женщин в честь Якобс. Её личные бумаги являются частью коллекции института. История её жизни была экранизирована в 1995 году в документальной драме «Алетта Якобс: Высшая цель» (Aletta Jacobs: Het Hoogste Streven).
В 1903 году, после выхода на пенсию, Якобс продала свою коллекцию из 2000 книг, журналов и брошюр по истории женщин библиотеке Джона Крерара в Чикаго. Библиотека Крерара добавила в её коллекцию, которая в основном содержала издания на голландском, французском и немецком языках, тома на английском языке, удвоив размер коллекции. В 1954 году Канзасский университет купил коллекцию Герритсена, в которой есть тома, датируемые XVI веком, но в основном посвященные женщинам XIX и начала XX веков. В частности, сборник содержит работы по антифеминистским взглядам, образованию женщин, правовому статусу женщин на протяжении всей истории, проституции, сексуальным отношениям, избирательному праву, экономической и трудовой истории женщин и считается значительным ресурсом первичных материалов об исследовании истории женского движения.
В то время, когда замужние женщины, как правило, были вынуждены отказаться от своих имён и работы, Якобс сохраняла и развивала свою собственную личность, получила образование и профессию, предпочтя такой труд обязанностям домохозяйки, вдохновляя других следовать её примеру. Её новаторская клиническая практика по контролю над рождаемостью опередила аналогичные работы в этом направлении Маргарет Сэнгер и Мэри Стоупс в Соединённых Штатах и Англии более чем на три десятилетия, и её роль в движении за контрацепцию оказала влияние и помощь тем женщинам, которые пошли по её стопам в создании клиник по всей Европе и Соединённым Штатам к моменту её смерти.

## Избранная библиография
Работы медицинской тематики:
- Over localisatie van physiologische en pathologische verschijnselen in de groote hersenen. 1879
- De vrouw, haar bouw en haar inwendige organen. 1897

Работы социальной направленности:
- Vrouwenbelangen. Drie vraagstukken van aktuelen aard. 1899.
- Uit het leven van merkwaardige vrouwen. 905.
- Brieven uit en over Amerika. 1906.
- Reisbrieven uit Afrika en Azië, benevens eenige brieven uit Zweden en Noorwegen. 1913.

Мемуары: My Life as an International Leader in Health, Suffrage, and Peace. Translated by Annie Wright. 1996.
Перевод на голландский: книга Шарлотты Перкинс Гилман «Женщины и экономика».